# Джефф Тернер
Джефф Тернер (англ. Jeff Turner, 9 квітня 1962) — американський баскетболіст.
Олімпійський чемпіон 1984 року.
Срібний призер Чемпіонату світу 1982 року.